# Gheorghe Emanuel Lahovary
Gheorghe Emanuel Lahovary  (1854-1897) fue un periodista, diplomático y político rumano.

## Biografía
Nacido el 1 de agosto de 1854, realizó todos sus estudios en París, de donde regresó a Rumanía licenciado en Derecho. Comenzó ingresando en la diplomacia en 1879 como agregado de la legación, luego en 1881 se convirtió en jefe del gabinete del ministro de Asuntos Exteriores.
En 1885 lanzó desde el periódico l'Indépendance Roumaine una agresiva campaña contra el gobierno liberal. Diputado en la Cámara de 1888 a 1891, fue censor del Banco Nacional hasta 1895, cuando dimitió. En 1897 su periódico apoyó hasta cierto punto la política del gobierno liberal. Tras una agria controversia personal con Nicolae Filipescu y el periódico Epoca, fue desafiado a duelo por Filipescu y murió atravesado por la espada de su oponente, el 29 de noviembre de 1897. Entre sus publicaciones se encontraron textos como  Essai sur la politique de la Roumanie contemporaine, Histoire d'une fiction y Le gouvernement des partis (1897).